# بی‌خدایان آمریکایی
بی‌خدایان آمریکایی (به انگلیسی: American Atheists) سازمانی در ایالات متحده است که به دفاع از آزادی‌های شهروندی خداناباوران و پشتیبانی از جدایی کامل دین از سیاست می‌پردازد.
این سازمان برای دانشگاه‌ها، کالج‌ها، کلوب‌ها و رسانه‌های خبری سخنران می‌فرستد. همچنین کتاب‌ها و فصلنامه‌ای به نام مجله خداناباوران آمریکایی به سردبیری پملا ویزل منتشر می‌کند.
این سازمان در سال ۱۹۶۳ توسط مادالین ماری اهر تاًسیس شده‌است. از سال ۲۰۱۰ دیوید سیلورمن ریاست این سازمان را بر عهده دارد.